# His Majesty’s Theatre

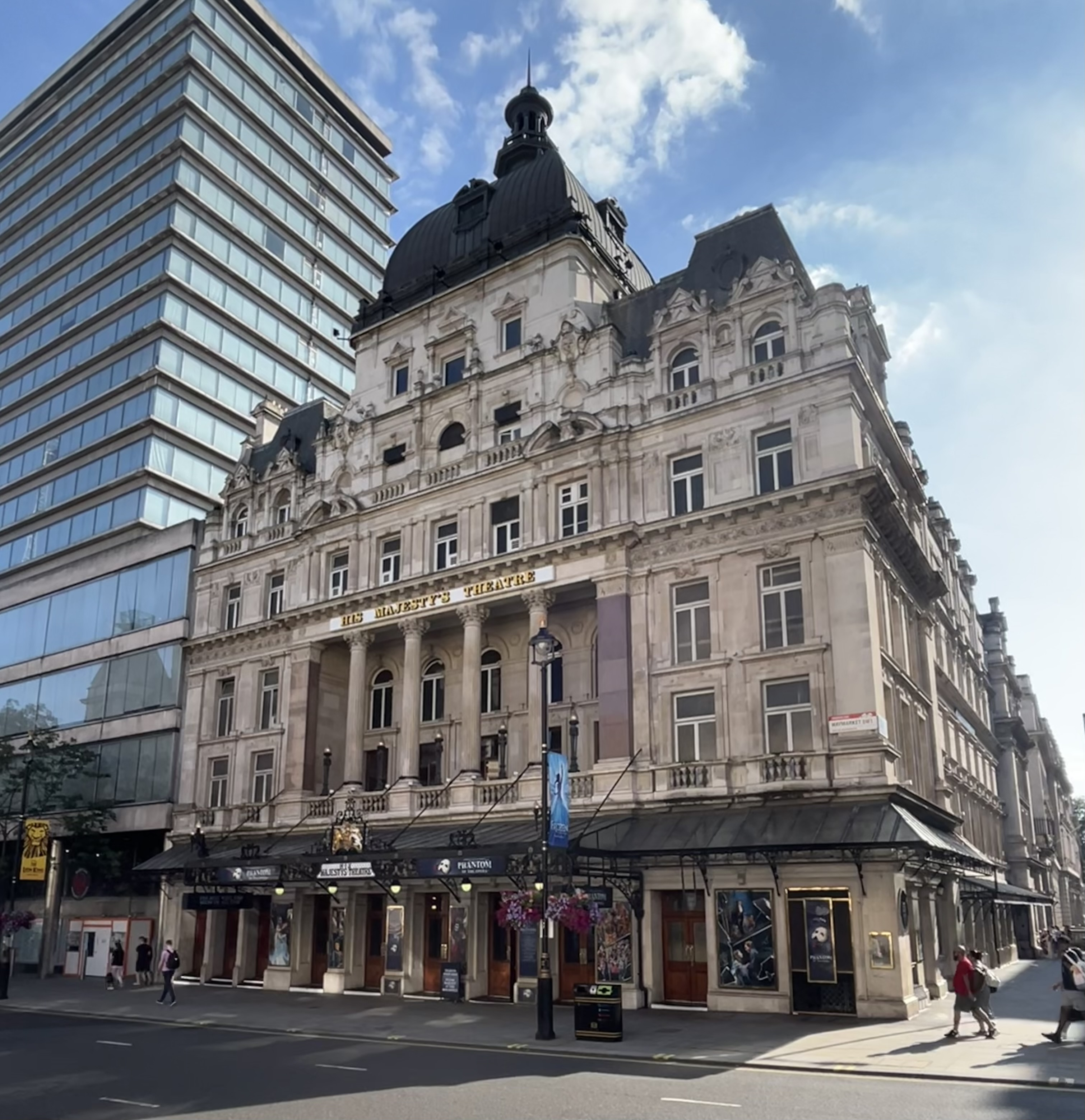
Her Majesty’s Theatre (2023)

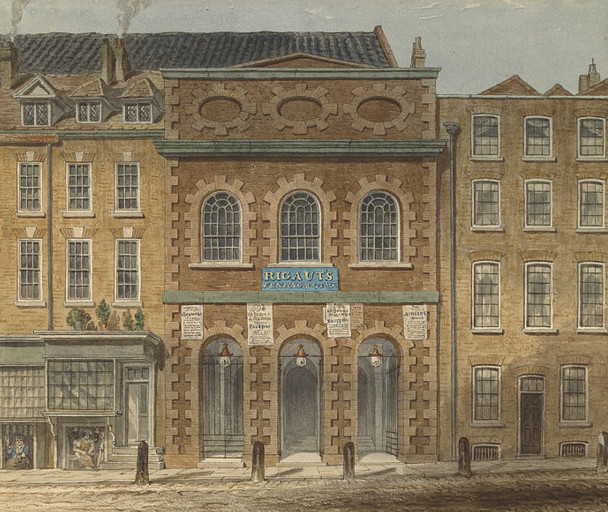
Ansicht des King’s Theatre im Jahr 1783

His Majesty’s Theatre, bis zum 6. Mai 2023 Her Majesty’s Theatre, ist ein Theater am Londoner Haymarket im Stadtbezirk West End.

## Geschichte
Das Theater hat eine lange Tradition, die mehrere Gebäude und Umbenennungen umfasst. Ursprünglich von dem Architekten John Vanbrugh gebaut, wurde es am 9. April 1705 als Queen’s Theatre mit der Aufführung einer Pastorale von Jakob Greber eröffnet. Nach der Inthronisation Georgs I. im Jahr 1714 wurde der Name in King’s Theatre angepasst. Hier wurden die meisten Opern Georg Friedrich Händels uraufgeführt, vor allem während der Zeit der Opernakademie 1719 bis 1728, für die auch Giovanni Bononcini und Attilio Ariosti komponierten. Johann Jacob Heidegger als kaufmännischer Direktor brachte auch Maskenbälle auf die Bühne.
1789 wurde das Gebäude bei einem Brand zerstört. Ein von Michael Novosielski entworfener neuer Bau wurde im März 1791 eingeweiht. Aus dieser Zeit ist unter den musikalischen Direktoren des King’s Theatre der berühmte und exzentrische französische Harfenist Nicolas Bochsa (1789–1856) hervorzuheben, der dieses Amt von 1827 an sechs Jahre lang bekleidete. Das Theater war aufgrund der vielen italienischen Opern, die hier Anfang des 19. Jahrhunderts aufgeführt wurden, seit den 1820er Jahren auch als Italian Opera House bekannt. 1837 wurde das Haus in „Her Majesty’s Theatre“ umbenannt und später bei männlichen Herrschern jeweils in „His Majesty’s Theatre“. Nach einem erneuten Brand im Dezember 1867 und dem Wiederaufbau durch Charles Lee wurde schließlich das Theater abgerissen und komplett neu gebaut.
Das heutige Gebäude wurde von Charles John Phipps entworfen und am 28. April 1897 eröffnet. Heute wird es hauptsächlich für Musicalaufführungen genutzt.
Seit dem 6. Mai 2023 und der Krönung von Charles III. heißt das Theater offiziell wieder „His Majesty’s Theatre“.

## Aktuelle Bespielung
Seit dem 9. Oktober 1986 wird das Musical Das Phantom der Oper aufgeführt.